# Manzanal del Barco
Manzanal del Barco è un comune spagnolo di 195 abitanti situato nella comunità autonoma di Castiglia e León.